# Mataeocephalus hyostomus
Mataeocephalus hyostomus är en fiskart som först beskrevs av Smith och Lewis Radcliffe 1912.  Mataeocephalus hyostomus ingår i släktet Mataeocephalus och familjen skolästfiskar. Inga underarter finns listade i Catalogue of Life.